# Ирландия на зимних Олимпийских играх 1998
Ирландия на зимних Олимпийских играх 1998 приняла участие в соревнованиях по бобслею и по горнолыжному спорту. Медалей страна не получила.

## Результаты соревнований

### Бобслей
Мужчины
| Номер | Имя           | Возраст |
| ----- | ------------- | ------- |
| 1     | Петер Донохьё | 34      |
| 2     | Симон Линшейд | 30      |
| 3     | Терри МакХуг  | 34      |
| 4     | Джефф Памплин | 24      |
| 5     | Гарри Пауэр   | 35      |

### Горнолыжный спорт
Мужчины
| Номер | Имя                         | Возраст |
| ----- | --------------------------- | ------- |
| 1     | Патрик-Поль Шварцахер-Джойс | 25      |